# Characinae
A Characinae a sugarasúszójú halak (Actinopterygii) osztályába, a pontylazacalakúak (Characiformes) rendjébe a pontylazacfélék (Characidae) családjába tartozó alcsalád.

## Rendszerezés
Az alcsaládba az alábbi 12 nem tartozik:
- Acanthocharax (Eigenmann, 1912) - 1 faj
- Acestrocephalus (Eigenmann, 1910) – 8 faj
- Charax (Scopoli, 1777) – 16 faj
- Cynopotamus (Cuvier & Valenciennes, 1850) – 12 faj
- Galeocharax (Fowler, 1910) – 3 faj
- Gnathocharax (Fowler, 1913) – 1 faj
- Heterocharax (Eigenmann, 1912) – 3 faj
- Hoplocharax (Gér, 1966) – 1 faj
- Lonchogenys (Myers, 1927) – 1 faj
- Phenacogaster (Eigenmann, 1907) – 10 faj
- Priocharax (Weitzman & Vari, 1987) – 2 faj
- Roeboides (Günther, 1864) – 21 faj